# There Is No Love in Fluorescent Light
There Is No Love in Fluorescent Light è il nono album in studio del gruppo musicale canadese Stars, pubblicato nel 2017.

## Tracce
1. Privilege – 4:26
2. Fluorescent Light – 3:48
3. Losing to You – 6:21
4. Hope Avenue – 3:15
5. Alone – 5:06
6. We Called It Love – 3:54
7. Real Thing – 3:34
8. The Gift of Love – 3:32
9. On the Hills – 4:05
10. The Maze – 4:59
11. California, I Love That Name – 3:41
12. Wanderers – 4:00